# Etsushi Ogawa
Etsushi Ogawa (小川悦司, Ogawa Etsushi, nascut el 23 de febrer de 1969 en la Prefectura de Niigata, Japó) és un mangaka japonès. Se graduà en la Universitat de Keio amb un títol en economia. És conegut pel seu manga Chūka Ichiban, que fou adaptat a l'anime.
En 2007, guanyà 31é Kodansha Manga Award per a manga de xiquets amb Tenshi no Frypan.